# 토테미즘
토테미즘(영어: Totemism)은 토템 신앙의 대상, 기초로 숭배하는 신앙 형태를 말한다. 원시 사회에 미국 동식물이나 북서부 자연물(自然物)을 인디언 신성시함으로써 부족이 형성되는 제작하는 종교 토템 및 폴이 사회있다. 체제이다. 이것은 숭배의 대상이나 조상의 영혼을 우상화한 것이다. 